# جزر المباركين

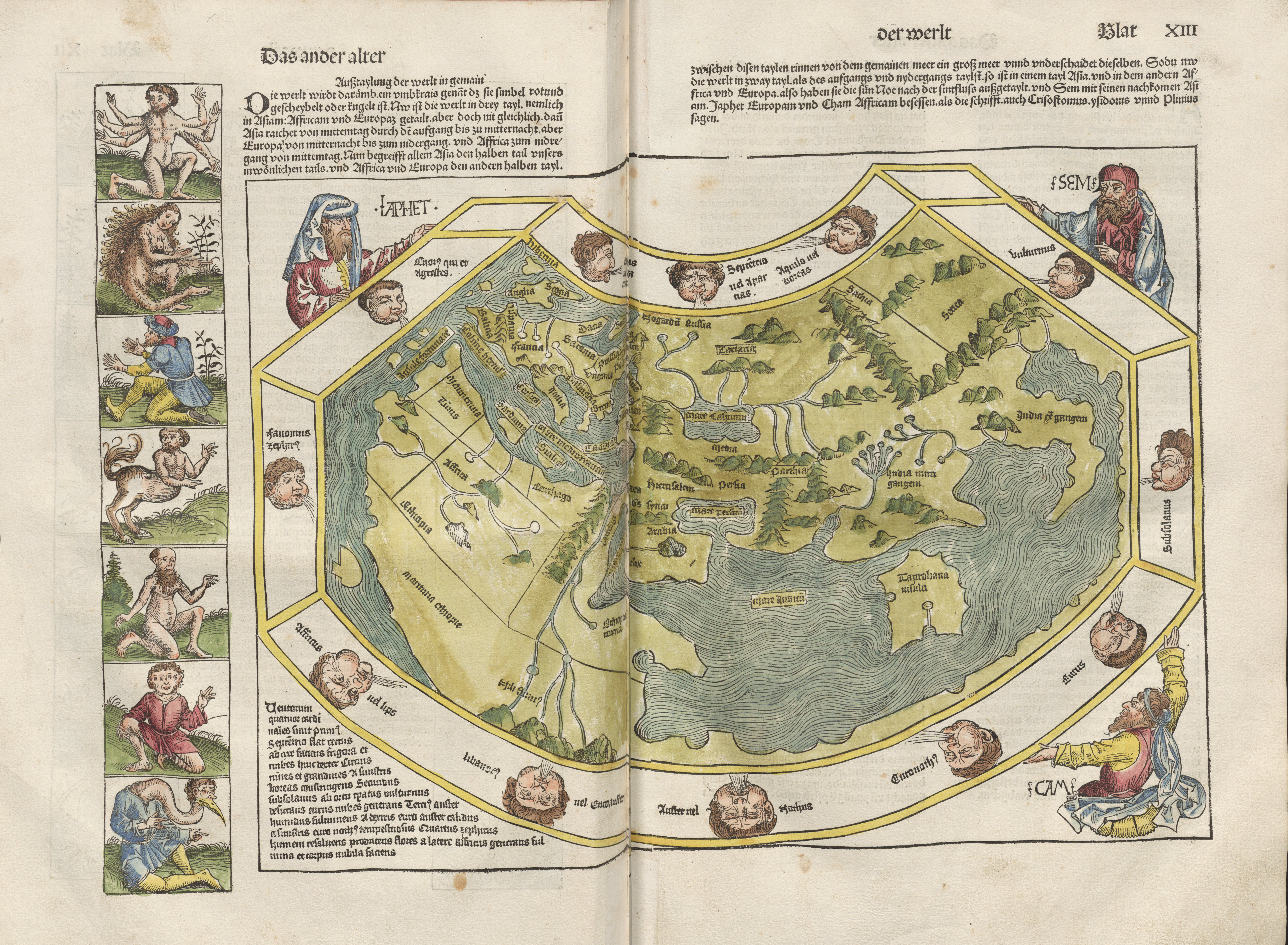
نقش خشبي من وقائع نورمبرغ (1493) لهارتمان شيدل يصور جزر المُباركين في المحيط الأطلسي.

جزر المباركين أو المُنعم عليهم أو السعداء (بالإنجليزية: The Fortunate Isles or Isles of the Blessed)‏، كانت عبارة عن جزر شبه أسطورية في المحيط الأطلسي، وتم التعامل معها على أنها موقع جغرافي بسيط وكفردوس أرضية بلا شتاء يسكنها أبطال الأساطير اليونانية. في زمن هسيود، ارتبطت جزر المُباركين بمفهوم الجنة، وهو موقع طوباوي في العالم السفلي اليوناني يعتقد أنه موجود في المحيط الغربي على هامش العالم المعروف. تم تخفيض عدد الجزر لاحقًا إلى جزيرة واحدة على يد الشاعر بندار.

## السيرة
وفقًا للأساطير اليونانية، كانت الجزر مخصصة لأولئك الذين اختاروا أن يتجسدوا من جديد ثلاث مرات، وتم الحكم عليهم على أنهم أنقياء بشكل خاص بما يكفي للدخول إلى الحقول الإليزية ثلاث مرات. قام الشاعر الثيفي بندار بتخفيض عدد الجزر إلى جزيرة واحدة، ووصفها بأنها تحتوي على حدائق مظللة حيث ينغمس السكان في التسلية الرياضية والموسيقية، وهي أنشطة كان يُعتقد أنها الحياة المثالية للأرستقراطية اليونانية القديمة.

## الروايات
تقول حياة فلافيوس فيلوستراتوس لبليناس الحكيم من تيانا: "ويقولون أيضًا أن جزر المباركين يجب أن تكون ثابتة عند حدود ليبيا حيث ترتفع نحو الرعن غير المأهول. في هذه الجغرافيا، كانت ليبيا تمتد غربًا عبر موريتانيا حتى مصب نهر ساليكس نحو تسعمائة ملعب، وما وراء تلك النقطة مسافة أخرى لا يمكن لأحد أن يحصيها، لأنك عندما تمر بهذا النهر تكون ليبيا بمثابة الصحراء التي لم تعد مأهولة بالسكان".
بلوتارخ، الذي أشار إلى "جزر المباركين" عدة مرات في كتاباته، حدد موقعها في المحيط الأطلسي في سيرتوريوس. عندما كان سرتوريوس يكافح ضد حرب أهلية فوضوية في السنوات الأخيرة للجمهورية الرومانية، كان لديه أخبار من البحارة في جزر معينة على بعد بضعة أيام من الإبحار من هسبانيا:
...حيث لم يكن الهواء متطرفًا أبدًا، والذي كان به القليل من الندى الفضي أثناء المطر، والذي في حد ذاته وبدون جهد، جلب كل الفواكه اللذيذة لسكانها السعداء، حتى بدا له أن هذه لا يمكن أن تكون سوى جزر المُباركين، الحقول الإليزية.